# كينيدي موديندا
كينيدي موديندا (بالإنجليزية: Kennedy Mudenda)‏ (13 يناير 1988 بزامبيا - ) هو لاعب كرة قدم زامبي في مركز الوسط. شارك مع منتخب زامبيا لكرة القدم. أما مع النوادي، فقد لعب مع باور ديناموز.

## وصلات خارجية
- كينيدي موديندا على موقع قاعدة بيانات كرة القدم.إي يو (الإنجليزية)
- كينيدي موديندا على موقع ناشيونال فوتبول تيمز (الإنجليزية)